# Perlak

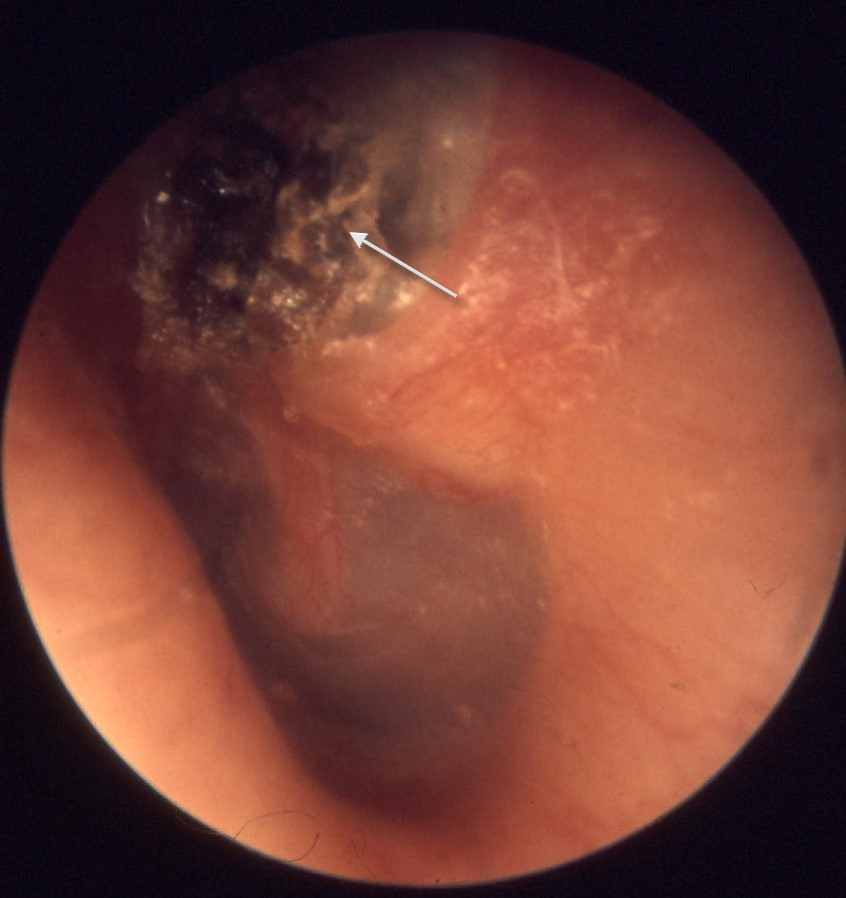
Perlak epitympanalny widoczny w górnej części błony bębenkowej podczas badania otoskopowego

Perlak, guz perlisty (łac. cholesteatoma) – guzowaty twór zapalny powstający najczęściej w uchu środkowym. Perlaka opisywano także w innych narządach (zatoki przynosowe, przewód słuchowy zewnętrzny). Cechą charakterystyczną perlaka jest rozrost nabłonka wielowarstwowego płaskiego w przestrzeniach powietrznych kości skroniowej oraz rozprężający wzrost w jamie bębenkowej i niszczenie kości. Rozwijając się w jamie bębenkowej jest przyczyną przewlekłego perlakowego zapalenia ucha środkowego

## Historia
Historia badań nad perlakiem sięga XIX wieku. W 1829 roku Cruveilher nazwał go guzem perłowym (fr. tumeur perléé) ze względu na biało-szary wygląd podobny do perły. W roku 1830 Körner wysnuł hipotezę, że perlaki mogą być także wrodzone i rozwijają się za niezmienioną błoną bębenkową. W 1838 roku Müller wprowadził nazwę cholesteatoma. Następnie w 1854 roku R. Virchow  szczegółowo zajmując się budową mikroskopową perlaka  stwierdził, że kryształki cholesterolu nie są zasadniczym składnikiem perlaka, jednak termin cholesteatoma używany jest do dzisiaj. W polskim piśmiennictwie otolaryngologicznym na początku XX wieku perlaka określano nazwą żółciołojak.

## Teorie powstawania perlaka
Teorie powstawania perlaka na przestrzeni lat znacznie się zmieniały. Do dziś przetrwało kilka, które mają licznych zwolenników:
- teoria migracji – polega na migracji i wrastaniu nabłonka wielowarstwowego płaskiego rogowaciejącego skóry przewodu słuchowego zewnętrznego do jamy bębenkowej przez perforację brzeżną w błonie bębenkowej.
- teoria metaplazji – mówi, że błona śluzowa wyścielająca jamę bębenkową ulega metaplazji do nabłonka wielowarstwowego płaskiego rogowaciejącego. Teoria ta tłumaczyłaby powstawanie perlaków wrodzonych, niezwiązanych ze stanem zapalnym ucha i rozwijających się za niezmienioną błoną bębenkową (bez perforacji).
- teoria wszczepienna – polega na wszczepieniu komórek nabłonka wielowarstwowego płaskiego do ucha środkowego podczas aspiracji wód płodowych przez płód oraz na skutek operacji otochirurgicznych.

## Patomorfologia
Perlak złożony jest ze złuszczonych warstw nabłonka wielowarstwowego płaskiego rogowaciejącego, które ułożone są warstwowo, przesycone są one kryształkami cholesterolu oraz keratyny. Jest on otoczony torebką, która nazywana jest macierzą perlaka (łac. matrix cholesteatomatis), która złożona jest z bogato unaczynionej ziarniny zapalnej. Występują w niej liczne mediatory stanu zapalnego, w tym enzymy osteolityczne, które mogą prowadzić do demineralizacji a następnie do rozpuszczania kości. Macierz perlaka produkuje także nowe warstwy naskórka, które powodują powiększanie się kuli perlakowej. Perlak ma kruchą, jedwabistą konsystencję i jest barwy perłowo-szarej (stąd nazwa).
Masy złuszczającego się nabłonka są bardzo dobrą pożywką dla rozwoju bakterii i często ropieją powodując przewlekle pojawianie się cuchnących wycieków z przewodu słuchowego zewnętrznego. Wzrasta w sposób rozprężający zajmując wszystkie napotkane po drodze przestrzenie anatomiczne. Następnie wnika on w głąb kanałów Haversa i powoduje osteolizę często w pobliżu ważnych struktur jak kanał nerwu twarzowego co doprowadzić może wtórnie do niedowładu nerwu twarzowego. Może penetrować on także w kierunku błędnika, będąc przyczyną jego zapalenia. Perlak na skutek resorpcji kości może także wrastać do jamy czaszki. Powikłaniem tego może być zapalenie opon mózgowo-rdzeniowych a  także ropień nadtwardówkowy lub podtwardówkowy. Czasami (obecnie w dobie antybiotykoterapii bardzo rzadko) może dojść do powstania usznopochodnego ropnia mózgu – płata skroniowego lub ropnia móżdżku.

## Podział perlaków

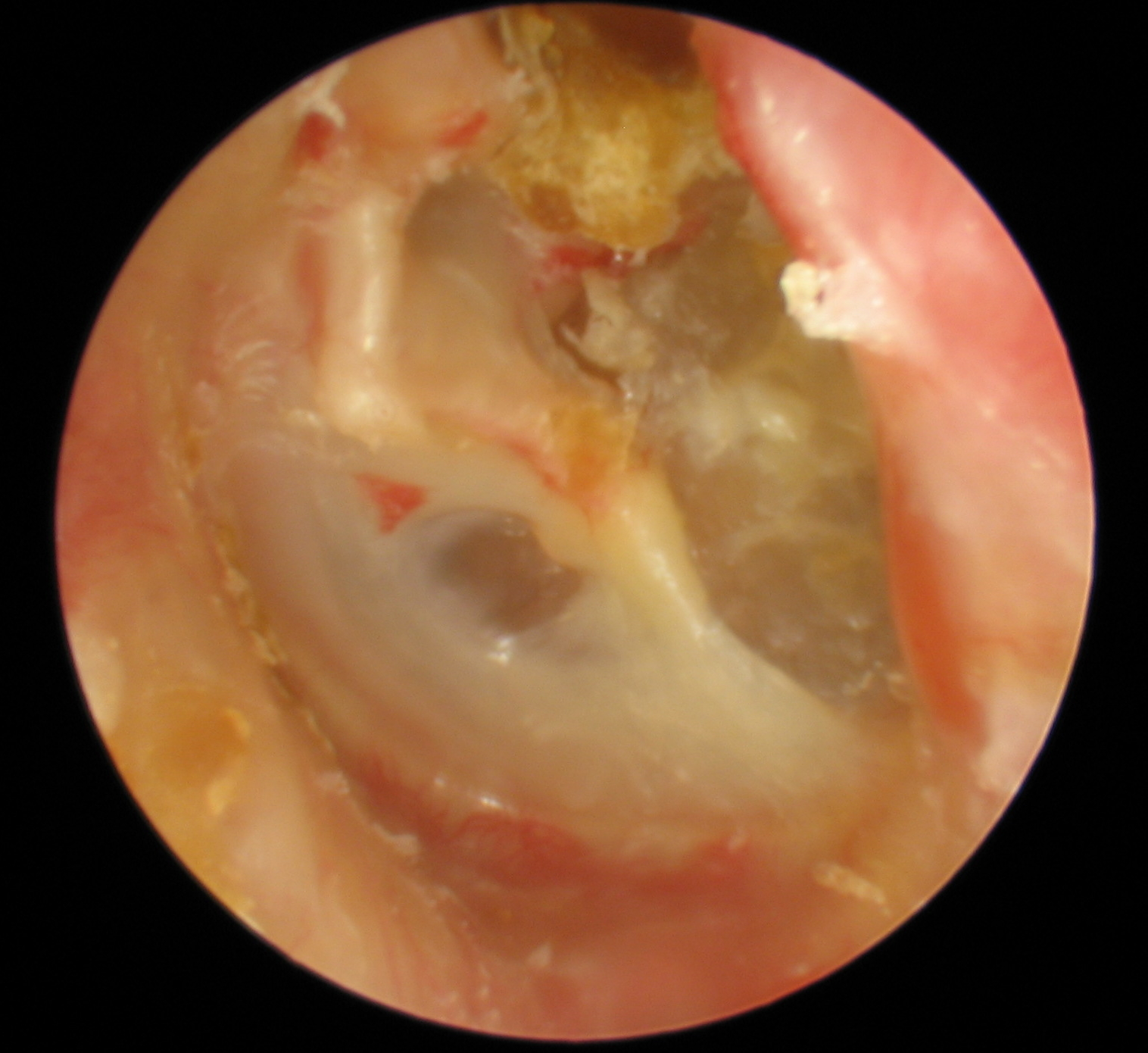
Obraz otoskopowy błony bębenkowej w przebiegu perlakowego zapalenia ucha środkowego.

Z powodu licznych teorii, mówiących o etiopatogenezie powstawania perlaków, uwzględniając zasadnicze cechy patofizjologiczne obecnie podział perlaków przedstawia się następująco:
- perlak wrodzony – rodzaj perlaka, który rozwija się za niezmienioną błoną bębenkową. Jego rozwój związany jest z przetrwałą tkanką embrionalną w uchu środkowym oraz z przedstawioną powyżej teorią metaplazji. Rozwijać się on może już w okresie płodowym. Występuje on w różnych kościach czaszki (w tym w uchu środkowym). Może on powodować destrukcję kości jednak w tym przypadku nie ma wycieków z ucha, gdyż błona bębenkowa jest nienaruszona. Dawniej nazywany był perlakiem prawdziwym.
- perlak nabyty – tym mianem określa się każdego perlaka rozwijającego się po urodzeniu. Dawniej w odróżnieniu od perlaka prawdziwego (wrodzonego), perlaka nabytego nazywano pseudoperlakiem.
  - perlak pierwotny – najczęstszy rodzaj perlaka nabytego. Rozwija się on na skutek wciągnięcia części wiotkiej błony bębenkowej i jest patologią rozwijającą się pierwotnie w zachyłku nadbębenkowym  (łac. recessus epitympanicus). Na skutek przewlekłej niedrożności trąbki słuchowej następuje wciągnięcie części wiotkiej błony bębenkowej z wytworzeniem kieszonki retrakcyjnej. Złuszczanie naskórka odbywa się do wytworzonej kieszeni w błonie bębenkowej. Jednak w przypadku zamknięcia  drogi opróżniania się naskórka na zewnątrz (do światła przewodu słuchowego zewnętrznego) poprzez zrosty lub znaczne zwężenie kieszeni, powstaje  kula perlakowa, gdzie naskórek gromadzi się już w zamkniętej przestrzeni. Perforacja brzeżna błony Schrapnella przy istniejącym perlaku pierwotnym powstaje jako skutek jego nadkażenia i wytworzenia stanu zapalnego. Kieszonka retrakcyjna może ulec także utrwaleniu na skutek wytworzenia się zrostów pomiędzy nią a główną młoteczka. Perlak pierwotny rozwija się więc często bez uprzednio istniejącej perforacji błony i bez uprzedniego stanu zapalnego ucha środkowego (pierwotnie). Nazywany jest inaczej perlakiem attyki (perlakiem epitympanalnym).
  - perlak wtórny – rozwija się na skutek istniejącej już perforacji brzeżnej części napiętej błony bębenkowej. Najczęściej tworzy się po przebytym ostrym martwiczym zapaleniu ucha środkowego, w którym następuje całkowity lub prawie całkowity ubytek błony bębenkowej. Może się on tworzyć także w uprzednio powstałych kieszonkach retrakcyjnych w części napiętej błony bębenkowej. Powstawanie perlaka wtórnego tłumaczy przedstawiona powyżej teoria migracji. W przypadku martwiczego zapalenia ucha środkowego proces zapalny oprócz zniszczenia błony bębenkowej powoduje zniszczenie także wyściółki i okostnej jamy bębenkowej. Na skutek istnienia trwałych uszkodzeń niemożliwa jest odbudowa i zabliźnianie się powstałego ubytku w błonie bębenkowej. Toruje to drogę naskórkowi, który przechodzi z przewodu słuchowego zewnętrznego i wypełnia przestrzenie w jamie bębenkowej. W przypadku perlaków wtórnych szczególnie szybko dochodzić może do zniszczenia kosteczek słuchowych i upośledzenia słuchu, gdyż rozwijają się głównie w części zajmowanej przez kosteczki słuchowe (środkowa część jamy bębenkowej).

## Wznowa a nawrót perlaka
Wspomniano wyżej że perlak może rozwijać się ponownie w uchu, pomimo leczenia operacyjnego. Należy jednak odróżnić od siebie wznowę od nawrotu perlaka, gdyż dla otologów nie są to terminy tożsame.
Wznowa perlaka to jego ponowny wzrost na skutek niecałkowitego usunięcia mas perlakowych podczas poprzedniej operacji a nawrót perlaka to jego rozwój w nowej przeszczepionej błonie bębenkowej, gdzie wytwarza się kieszonka retrakcyjna w przypadku istnienia w dalszym ciągu po operacji warunków do tworzenia podciśnienia w jamie bębenkowej (obturacja trąbki Eustachiusza).